# Fur TV
A Fur TV egy brit vígjátéksorozat, melynek szereplői bábok. A műsor témái az erős szexualitás, a mértéktelen alkoholfogyasztás, esetenként az erőszak.

## Főszereplők
- Fat Ed Tubbs (Zsíros Ed) – erőszakos, mocskos szájú, sörimádó heavy-metal rajongó. Magyar hangja: Király Attila
- Lapeño Enriquez – szexmániás, a múltban striciként dolgozott. Magyar hangja: Kassai Károly
- Mervin J Minky – retardált maszturbálás-addikt. Magyar hangja: Bartucz Attila

## Epizódok

### 1. évad
1. rész: Bérfiúk/Dögös cicus
2. rész: Bazi nagy meleg lagzi/Keresd Mervint
3. rész: Mervin milliói/Bunda és rettegés
4. rész: Rossz Apples/DJ verseny
5. rész: Szerelemre éhesen/Barna méreg
6. rész: A hölgyek imádják Lapeñot/A sötétség segge
7. rész: Szőrököl/Kapd el Mervint
8. rész: Merverella

## Külső hivatkozások
- Fur TV hivatalos honlap Archiválva 2008. szeptember 6-i dátummal a Wayback Machine-ben
- Fur TV az Internet Movie Database oldalon (angolul)